# Operation Flashpoint: Red River
Operation Flashpoint: Red River es un videojuego de disparos en primera persona desarrollado para las plataformas de Microsoft Windows, PlayStation 3 y Xbox 360, distribuido por la empresa británica Codemasters. Es la secuela del Operation Flashpoint: Dragon Rising.